# Saint-Martin-de-Bréthencourt
Saint-Martin-de-Bréthencourt település Franciaországban, Yvelines megyében. Lakosainak száma 688 fő (2022. január 1.). Saint-Martin-de-Bréthencourt Ablis, Allainville, Boinville-le-Gaillard, Ponthévrard, Sainte-Mesme, Sonchamp és Corbreuse községekkel határos.

## Népesség
A település népessége az elmúlt években az alábbi módon változott:
| Lakosok száma | 642  | 649  | 655  | 642  | 655  | 667  | 680  | 678  | 688  |
|               | 2013 | 2015 | 2016 | 2017 | 2018 | 2019 | 2020 | 2021 | 2022 |